# Nicola Avancini
Nicola Avancini, oppure Nicolaus von Avancini o Nikolaus Avancinus (Brez, 1º dicembre 1611 – Roma, 6 dicembre 1686), è stato un gesuita e scrittore italiano.

## Biografia

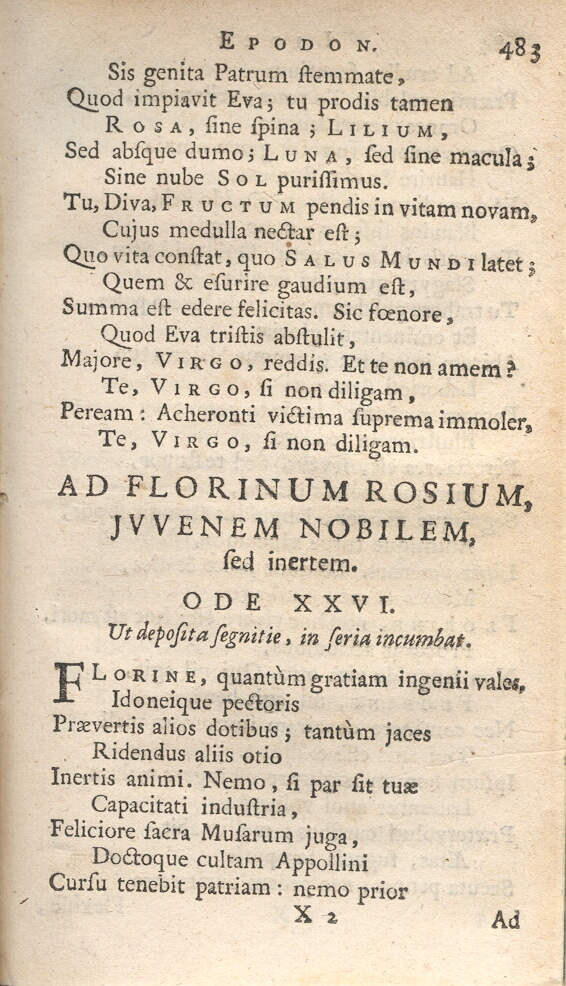
Poesia di Nicola Avancini

Nicola Avancini nacque a Brez, nella provincia autonoma di Trento, il 1º dicembre 1611, in una famiglia italiana.
Avancini è considerato il più importante esponente del teatro gesuita in lingua tedesca.
Entrò all'età di sedici anni nella Compagnia di Gesù, dove fece una brillante carriera.
Studiò filosofia dal 1630 al 1633 a Graz, oltre che teologia a Vienna.
L'imperatore Leopoldo I d'Asburgo lo apprezzò moltissimo e Avancini trascorse gran parte della sua vita a Vienna.
Il suo teatro fu incentrato su tematiche bibliche e storiche, rappresentate per redimere ed edificare la gente, per confermare la vacuità delle cose terrene e per lodare Dio e la sua Chiesa, ma anche con l'intento di promuovere spettacoli macchinosi di stile barocco. Lo spettacolo era garantito da centinaia di comparse, mari in tempesta, incendi, apparizioni soprannaturali.
Fra i ventisette drammi inclusi nei cinque volumi della Poesia drammatica (Poësis dramatica, 1655-1685), si possono menzionare Franciscus Xaverius, realizzato in occasione del centenario della fondazione della Compagnia di Gesù, rappresentato nel 1640; Pietas Victrix, basato sulla vittoria di Costantino I su Massenzio, messo in scena nella corte viennese in occasione dei ludi cesarei del 1659.
Fu uno scrittore ascetico, un gesuita, professore di retorica, filosofia e teologia e poi rettore (1664) a Passavia, Vienna e Graz, visitatore della Boemia e infine, dal 1682, a Roma, assistente per la Germania del vicario generale dell'Ordine.
Autore di una Vita et doctrina Jesu Christi (1665), oltre che di poesie latine, sermoni, orazioni e drammi per la gioventù (Hecatombe odarum, 1651; Poësis dramatica, Poësis lirica, 1659).
La sua opera più popolare fu le sue Meditazioni sulla vita e le dottrine di Gesù Cristo. Quest'opera, scritta in latino, fu tradotta nelle principali lingue europee e ebbe numerose edizioni, e la versione inglese contiene parti tratta dalle opere di altri autori. Queste meditazioni, nella loro forma semplice e estesa, hanno aiutato molte più efficacemente nel difficile compito della meditazione quotidiana.

## Opere
- Franciscus Xaverius (1640);
- Hecatombe odarum (1651);
- Poesia drammatica (Poësis dramatica, 1655-1685);
- Dovere vittorioso (Pietas Victrix, 1659);
- Poesia lirica (Poësis lirica, 1659);
- Vita e dottrina di Gesù Cristo (Vita et doctrina Jesu Christi, 1665);
- Vitae et Miraculorum Sancti Francisci Borgiae, Ducis Gandiae, et General tertii Societalis Jesu (1671);
- Orationes in tres partes divisae (1711);
- Meditazioni sulla vita e le dottrine di Gesù Cristo.